# Cory Gardner
Cory Scott Gardner (Yuma, 22 agosto 1974) è un politico statunitense, senatore per lo stato del Colorado dal 2015 al 2021 e in precedenza membro della Camera dei Rappresentanti per lo stesso stato dal 2011 al 2015.

## Biografia
Laureato in legge alla University of Colorado at Boulder, Gardner entrò in politica con il Partito Repubblicano e nel 2005 gli venne assegnato un seggio all'interno della legislatura statale del Colorado, dove rimase per sei anni.
Nel 2010 si candidò alla Camera dei Rappresentanti contro la deputata democratica in carica Betsy Markey e riuscì a sconfiggerla nettamente, riuscendo ad essere eletto. Nel 2012 ottenne un secondo mandato dagli elettori e nel 2014 annunciò la sua candidatura per il Senato, sfidando il democratico in carica Mark Udall. Al termine di una campagna elettorale molto combattuta, Gardner riuscì a prevalere di misura su Udall e venne eletto senatore. Ricandidatosi nel 2020, venne però sconfitto dallo sfidante democratico John Hickenlooper.
Ideologicamente Gardner si configura come un repubblicano di vedute conservatrici.